# L'Elefant (Montserrat)
La Roca de Sant Salvador, també coneguda com a l'Elefant perquè la part que es veu des de la banda del monestir recorda aquest animal, es troba a Montserrat (Catalunya), concretament a la regió de Tebaida (entre les formes antropomòrfiques de la Panxa del Bisbe, la Prenyada i la Mòmia). El punt més alt és a 1156 metres sobre el nivell del mar.
Aquest cim està inclòs al llistat dels 100 cims de la FEEC. El cim no es correspon amb el cap de l'elefant sinó que està al darrere i separat del que seria el cap de l'elefant.

## Descripció
Des del Pla de la Trinitat, just a sobre del Monestir de Montserrat, distingirem amb claredat el cim d'aquesta roca darrere el cap de l'elefant, que és la més alta de Tebaida (1.156 m). Entre els seus elements paquidèrmics, destaca la trompa gegantina de la cara E, que penja llarga i ampla des del cim. Pel mig de la trompa puja una de les vies d'escalada clàssica més populars de Montserrat: la Boy Roca, oberta el 1960 i amb dificultats de sisè grau. Des del seu cim, es gaudeix d'una vista formidable de les regions de Tebes i Tabor. El camí que mena a aquesta roca conté dues de les ermites amb més encant de la muntanya de Montserrat: la de Sant Salvador (resguardada en una balma de L'Elefant) i la de Sant Dimes (encaixonada entre dues roques del Pla de la Trinitat).

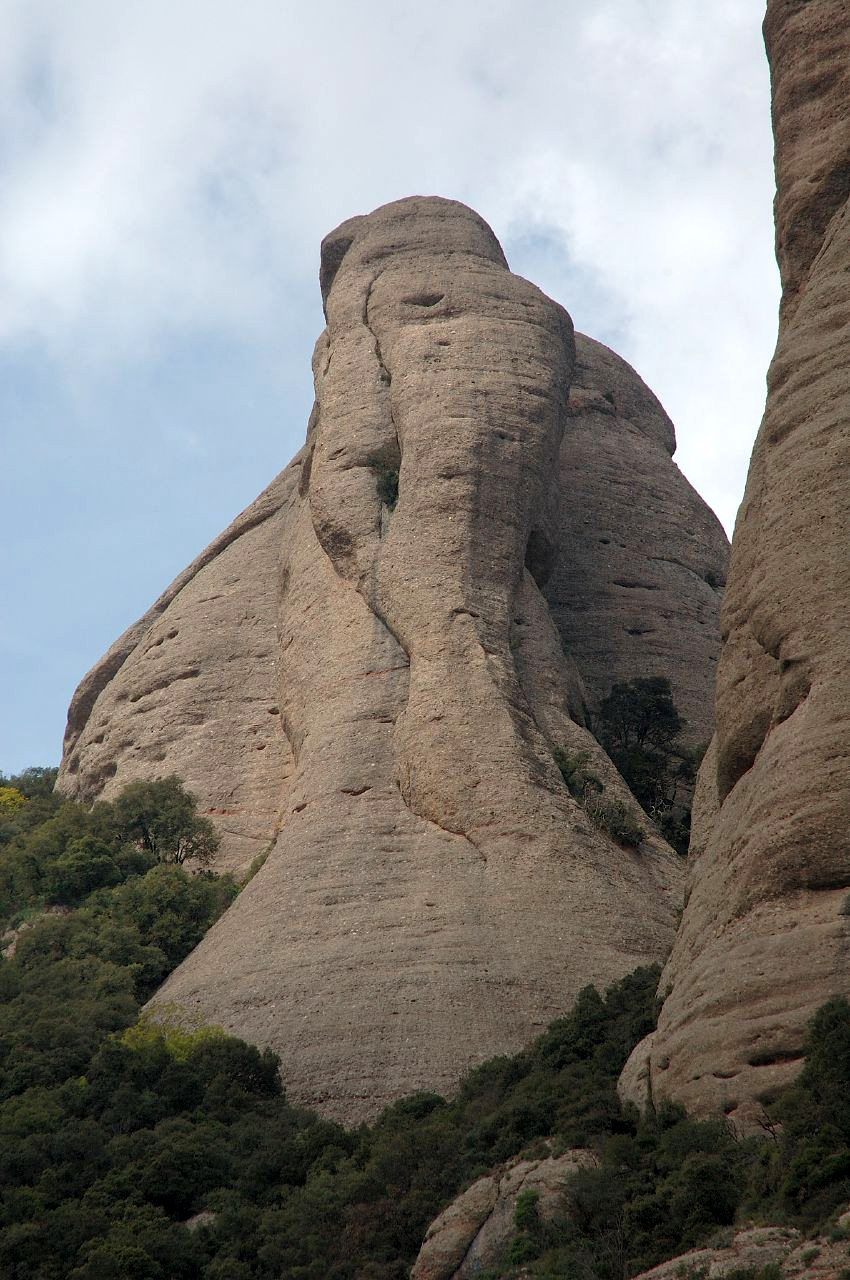

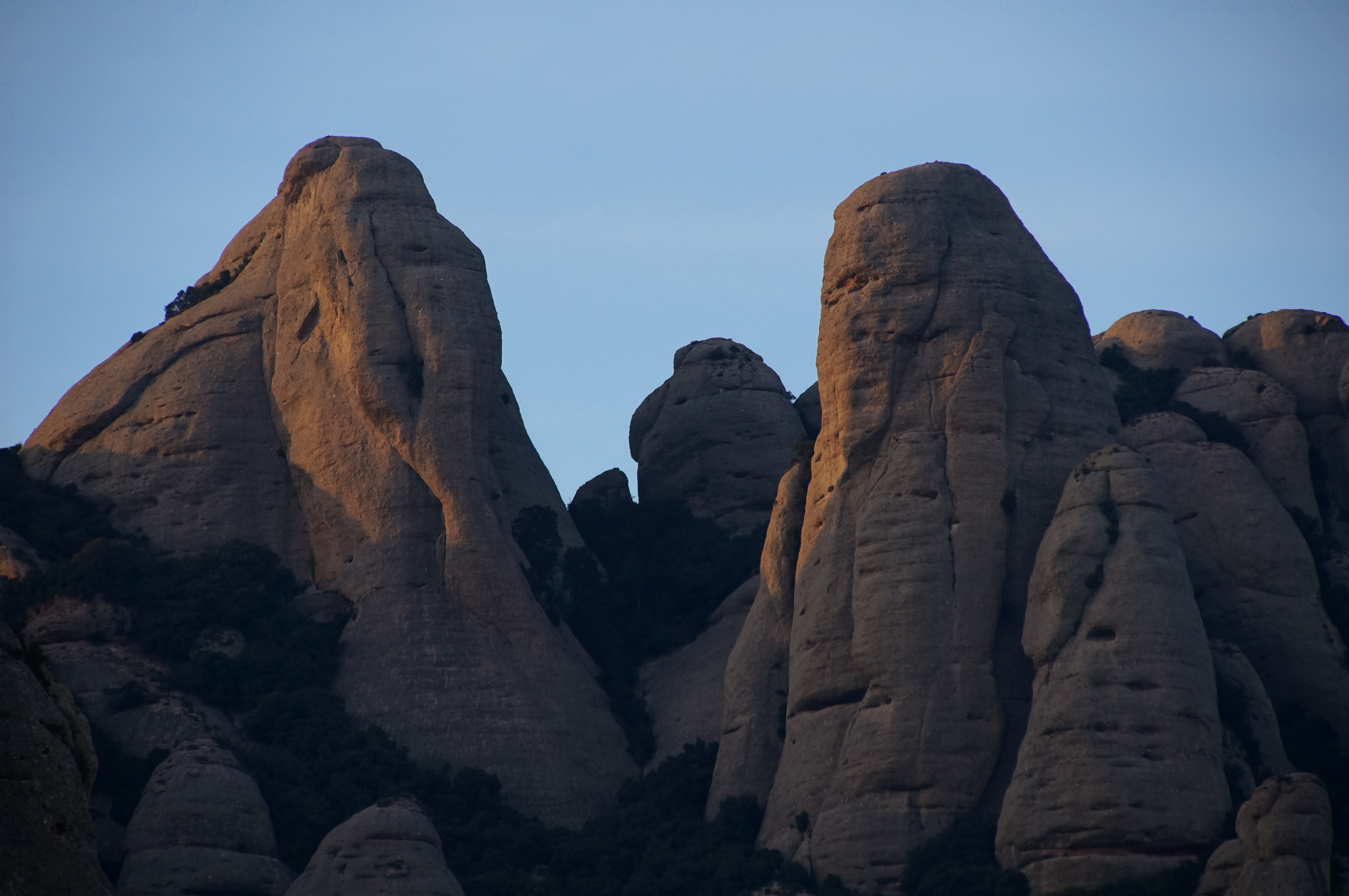
L'Elefant (a l'esquerra) i La Mòmia (a la dreta)

## Accés
Cal deixar el cotxe a Santa Cecília i seguir l'itinerari del Camí de l'Arrel fins al Pla de la Trinitat. A la cruïlla de camins és recomanable seguir recte i fer un tram de camí per gaudir de les vistes de la roca de l'Elefant, l'agulla de la Mòmia i de l'Ermita de Sant Dimes. Girem cua i tornem a la cruïlla, on hem de trencar a l'esquerra (a la dreta pujant des de Santa Cecília). Passada l'ermita de la Trinitat, deixem el corriol que puja a la dreta vers La Mòmia i agafem el següent trencall a la dreta, amb indicacions a l'ermita de Sant Salvador. El camí puja per pendents forts i pedregosos fins al Coll de Sant Salvador. Abans d'arribar-hi, és molt recomanable desviar-se una mica a la dreta del camí per visitar l'Ermita Refugi de Sant Salvador. Seguim caminant en sentit oest amb molta cura de no passar de llarg el discret corriol que surt a la dreta vers al cim de sant Salvador (fita). Pugem amb precaució per pendents rocallosos molt inclinats amb alguna grimpada fàcil. Al final, haurem de grimpar un pas estret entre dues parets de roca que dona accés al cim, vers l'esquerra. És un tram curt i poc aeri. Tornem al cotxe pel mateix camí o enllacem amb el Camí de l'Arrel baixant pel Camí de la Canal Plana.